# 文化結合症候群
文化結合症候群（英語：Culture-bound syndrome）或稱文化專有綜合症（culture-specific syndrome）、種族精神病（folk-illness）、倚文化症候群 、文化囿限症候群、文化束縛精神症候群、文化有关特殊精神症候群、文化依存症候群、文化症候群、文化依賴症候群是指只能在特定社會或文化下，才能認可作一種疾病的精神和軀體症狀集合，屬於特殊文化專有的病理行為綜合症，其不會在其他文化中承認為一種疾病，且一般不會發現患者有任何器質性病變。DSM-5把此一概念歸類為「文化對苦痛的理解」，並指它是「文化集體對痛苦、行為問題、令人擔憂的情緒及想法」之「溝通、經歷和理解」。大部分的文化結合症候群已被收錄在精神疾病診斷與統計手冊第四版（DSM-IV）及國際疾病傷害及死因分類標準第十版（ICD-10）的第五章附件二。
出現文化結合症候群的原因可能是因為文化行为模式或行為的流行傳染（像流行病一樣），类近於娛樂性藥物的傳播，取決於社會及人與人之間的互動。在致病的原因的層面上，這也是人們難以在其他環境因素中區分病因的結果。

## 鑑定

### ICD-10
世衛的ICD-10把文化結合症候群的主要特點定義為：
（1）它們不容易在制定的和國際上使用的精神病標準上分類
（2）它們首先在特定人口緊密或完全關聯的文化區域被描述並使用

### CCMD-3
中國精神疾病分類方案與診斷標準則把其主要特點定義為：
（1）被特定文化或亞文化範疇所理解接受
（2）病因代表著和象徵著這一文化的核心含義及行為模式
（3）診斷依賴於特定的文化知識和概念
（4）治療的成功與否也取決於本文化的參與者。

## 醫學觀點
美國精神醫學學會指出：
文化結合症候群這个術語是指特定地點-模式的異常行為和令人不安的經驗經歷，可能會或可能不會符合DSM-IV的診斷範疇，許多文化結合症候群在當地本土被認為是「病」，或至少是痛苦的，大部分都富有当地命名的名稱，儘管在世界各地找到的文化結合症候群符合主要的DSM-IV分類，但當然具體的症狀和社會的反應是往往受當地文化因素影響，相比之下，文化結合症候群一般僅限於特定的社會和文化領域，以及被本地化、民俗化，诊断模型框架有一致的含義、模式、重複性，以及令人不安的經驗和觀察
「文化束縛症候群」的命名是具爭義性的，原因是人類學家主要強調綜合症的相對性和文化維度的傾向；而醫療人員卻強調其普遍性和神經心理層面。Guarnaccia＆Rogler (1999)傾向於按照自己的條件研究文化結合症候群，並相信綜合徵有足夠的文化完整性被視為獨立對象研究
一些研究表明，文化結合症候群能代表某些弱勢群體之間的一個特定的文化（文化語境）內一種可接受的方式來表達經歷慘痛後的窘迫。對於患者和他的家屬，不同地方的醫藥文化對類似的表現的反應可能會導致很大差别的結果，甚至是不良後果。

## DSM列表

### DSM-IV-TR列表
精神疾病診斷與統計手冊第四版把以下疾病定為文化結合症候群：
| 名稱                        | 地方區域/人種                                                                |
| --------------------------- | ---------------------------------------------------------------------------- |
| 杀人狂/狂殺症               | 馬來西亞人、印度尼西亞人、菲律賓人、文萊人、新加坡人                         |
| Ataque de nervios           | 西班牙人以及菲律賓人，在那裡被稱為“神經崩潰”（Nervous Breakdown）            |
| Bilis, cólera               | 拉丁美洲人                                                                   |
| Bouffée délirante           | 西非人和海地人                                                               |
| 腦疲勞症（BFS）             | 西非學生                                                                     |
| Dhat症候群                  | 印度人                                                                       |
| 猝倒症                      | 美國南部和加勒比人                                                           |
| 幻影症                      | 美洲原住民                                                                   |
| 火病                        | 韓國人                                                                       |
| 縮陽症                      | 中國和馬來西亞等東南亞地區;阿薩姆，偶爾在西方國家發生                        |
| 驚神症/痙跳症               | 馬來西亞人和印度尼西亞人                                                     |
| Locura                      | 在美國和拉丁美洲的拉丁裔                                                     |
| Mal de pelea                | 波多黎各人                                                                   |
| 邪眼                        | 地中海;拉美裔人和埃塞俄比亞人                                                |
| 北極癔症/北極歇斯底里症候群 | 北極和愛斯基摩人                                                             |
| 走火入魔                    | 中國人                                                                       |
| Sangue dormido              | 佛得角葡萄牙人                                                               |
| 神經衰弱                    | 中國人                                                                       |
| 腎虧                        | 中國人                                                                       |
| 神病                        | 朝鮮民族                                                                     |
| Spell                       | 美國黑人，在美國南部和埃塞俄比亞的白人                                       |
| 著魔驚恐症                  | 在美國的拉美裔；墨西哥、中美洲和南美洲                                       |
| 對人恐懼症                  | 日本人                                                                       |
| Zār                         | 埃塞俄比亞人、索馬里人、埃及人、蘇丹人、伊朗人和其他北非人以及中東地區的社會 |

### DSM-5列表
精神疾病診斷與統計手冊第五版把以下疾病定為文化結合症候群：
| 名稱                                   | 地方區域/人種                          |
| -------------------------------------- | -------------------------------------- |
| Ataque de nervios                      | 西班牙人以及菲律賓人                   |
| Dhat症候群                             | 印度人                                 |
| Khyâl Cap                              | 居住在美國和柬埔寨的柬埔寨人民         |
| 幻影症                                 | 美洲原住民                             |
| 想得太多（Kufungisisa/think too much） | 津巴布韋人                             |
| 人為疾病（Maladi moun）                | 海地人                                 |
| Nervios                                | 拉丁美洲，拉丁裔美國人                 |
| 神經衰弱                               | 中國人                                 |
| 著魔驚恐症                             | 在美國的拉美裔；墨西哥，中美洲和南美洲 |
| 對人恐懼症                             | 日本人                                 |

## ICD-10列表
國際疾病傷害及死因分類標準第十版把以下疾病定為文化專有綜合症：
| 名稱                        | 地方區域/人種                            |
| --------------------------- | ---------------------------------------- |
| 杀人狂/狂殺症               | 印度尼西亞、馬來西亞                     |
| Dhat症候群、腎虛、Jiryan    | 印度、台灣、中國                         |
| 縮陽症                      | 東南亞、印度、中國                       |
| 驚神症/痙跳症               | 印度尼西亞；馬來西亞                     |
| Nervios                     | 埃及；希臘；北歐；墨西哥、中美洲和南美洲 |
| 怕冷（畏寒症）              | 台灣；東南亞                             |
| 北極癔症/北極歇斯底里症候群 | 生活在北極圈內的因纽特人                 |
| 對人恐懼症，懼人症          | 日本人                                   |
| Ufufuyane                   | 肯尼亞；非洲南部（班圖人、祖魯族等群體） |
| Uqamairineq                 | 生活在北極圈內的因纽特人                 |
| 溫迪哥                      | 東北美洲的土著                           |

## 其他例子
著驚、邪病也被認為屬於中國的文化結合症候群